# 伊塔帕日皮
伊塔帕日皮是巴西米纳斯吉拉斯州的一个市镇。总面积1795.431平方公里，总人口14019人，人口密度7.8人/平方公里。